# Adelle Ferrie
Pas d'image ? Cliquez ici

a Compétitions nationales et continentales officielles uniquement.

b Matchs officiels uniquement.
Dernière mise à jour le 31 mai 2025.
Adelle Ferrie, née le 14 octobre 1997 à Dumfries (Écosse), est une joueuse internationale écossaise de rugby à XV évoluant au poste de deuxième ligne.

## Biographie
Adelle Ferrie naît le 14 octobre 1997 à Dumfries en Écosse.
En 2025, elle joue au club du Corstorphine Cougars RFC (en) à Édimbourg.
Elle n'a, début 2025, aucune sélection en équipe d'Écosse quand elle est retenue pour le Tournoi des Six Nations sous les couleurs de son pays. Elle honore sa première sélection internationale le 22 mars, contre l'équipe de France.